# Велике коло (роман)
«Велике коло» (англ. Great Circle) — роман американської письменниці Меґґі Шіпстед, який вийшов у видавництві Alfred A. Knopf 4 травня 2021 року.
Роман було номіновано на Букерівську премію 2021 року та Жіночої премії за художню літературу 2022 року.

## Короткий зміст
Роман складається з двох паралельних оповідей про двох вигаданих жінок. Одна розповідає про зниклу льотчицю XX століття Меріан Ґрейвс, а інша — про акторку XXI століття Гедлі Бакстер, яку обрано на роль Меріан у фільмі про її останній політ. Роман зображує, як Гедлі бореться з вимогами голлівудської зірки, водночас дізнаючись більше про життя Меріан. Розповідь Гедлі ведеться від першої особи, тоді як розділи Меріан — від третьої особи.

## Структура
Кожна з наративних ліній переважно подається в хронологічному порядку, переплітаючись з іншою лінією з нерегулярними інтервалами. На початку дві короткі секції виконують функцію прологу, вводячи читача в контекст обох історій. Перша з них — це останній запис у бортовому журналі авіаторки Меріан Ґрейвс, зроблений незадовго до завершального етапу її навколосвітнього польоту 1950 року. Друга передмова датована груднем 2014 року та зображує останній день знімання фільму про навколосвітню подорож Меріан Ґрейвс.
У першій сюжетній лінії, яка простежує події, пов’язані з родиною Ґрейвс у період між 1909 і 1950 роками, кожна глава має заголовок із датою та місцем події. Ця частина роману поділена на 52 розділи. У другій сюжетній лінії розділи пронумеровані від «Першого» до «Двадцять другого» і охоплюють події 2014 року з життя першої особи — нараторки Гедлі Бакстер, а також містять флешбеки, які описують її життя до того часу.

## Персонажі

### 1909—1950
| Name                      | Опис |
| ------------------------- | --- |
| Меріан Ґрейвс             | (6 вересня 1914 – 1950 (зникла безвісти/вважається загиблою)), двійня з Джеймі, авантюрна, допитлива, самоучка, авіаторка |
| Джеймі Ґрейвс             | (6 вересня 1914 – 1943), ніжний, чутливий хлопець, вегетаріанець з дитинства; самоучка; талановитий портретист, служив у Другій світовій війні як художник-журналіст |
| Едісон Ґрейвс             | батько Меріан і Джеймі; капітан корабля «Josephine Eterna»; ув’язнений у в’язниці Сінг-Сінг у 1915–1924 роках за звинуваченням у боягузтві (за залишення корабля, рятуючи тримісячних двійнят у грудні 1914 року) |
| Анабель Ґрейвс            | пасажирка «Josephine Eterna» в січні 1914; у сім років зазнала сексуального насильства з боку батька (стор. 24–25); мати покінчила життя самогубством; мати Меріан і Джеймі; імовірно загинула під час затоплення «Josephine Eterna» у грудні 1914 |
| Ллойд Фейфер              | син німецького емігранта; випускник Єлю; успадкував компанію L&O Lines у 1906 році; бабій; власник «Josephine Eterna»; контрабандист військових матеріалів під час Першої світової війни; наживався на військових контрактах; помер у 1945 році |
| Матильда Фейфер           | дружина Ллойда, керує бізнесом після передчасної смерті чоловіка; оплачує кругосвітній політ Меріан як спокуту за ставлення чоловіка до Едісона Ґрейвса; публікує книжку «Море, небо, птахи між ними: Загублений журнал Меріан Ґрейвс» у 1959 році, після її знаходження на «Малій Америці III» на льодовиковій шельфовій зоні Росс в Антарктиді                                                                      |
| сини Фейфера              | Генрі, Кліффорд, Роберт, Лендер (помер 1914), Джордж (народився 1915) |
| Честер Файн               | юрист Ллойда Файфера; єдиний відвідувач Едісона Ґрейвса під час ув’язнення |
| Воллес Ґрейвс             | художник; на 10 років молодший брат Едісона; оплатив навчання брата в художній школі; азартний гравець і алкоголік; опікун Меріан і Джеймі в Міссулі, штат Монтана |
| Беріт                     | норвезька хатня робітниця у Воллеса Ґрейвса в Міссулі, штат Монтана |
| Калеб Біттерруд           | сусід і друг дитинства на все життя Меріан і Джеймі (стор. 76); виступає посередником між ними під час розлуки; перший сексуальний досвід Меріан; відвідує Меріан в Англії як солдат Другої світової; знаходить спокій на Гаваях, працюючи на ранчо |
| Ґільда                    | ати Калеба, корінна мешканка, повія, яка довго зникала з його життя |
| Містер Стенлі             | місцевий пекар і бутлегер у Міссулі, для якого Меріан почала робити доставки у 14 років |
| Міс Доллі                 | керує борделем у Міссулі (дівчата: Белль, Кора, Дезіре; кухарка — місіс Ву) |
| Берклей Макквін           | бутлегер; син шотландського емігранта і матері саліш з племені Флетхед; успадкував велике ранчо Bannockburn у Монтана; вперше зустрів Меріан у 14 років у борделі міс Доллі; оплачує її уроки польотів; одружується з нею 1931 року, коли їй було 17; погашає борги Воллеса і оплачує його догляд у будинку для літніх людей у Денвері                                                                                |
| Стедлер                   | права рука або помічник Берклея Макквіна на ранчо; одружився з Кейт Макквін |
| Траут Маркс               | пілот, якого найняв Берклея Макквін для навчання Меріан літати |
| Жеральдін                 | керує готелем неподалік Ванкувера, здає кімнати Меріан і пізніше Джеймі, який деякий час був її коханцем |
| Сара Фей                  | донька заможної сім’ї у Сіетлі; подруга Джеймі у 1931; її батько змушує її порвати стосунки з Джеймі |
| Місис Фей                 | колишня суфражистка, мати п’ятьох дітей, покровителька Джеймі та пізніше помічниця Меріан |
| Містер Фей                | власник м’ясопереробної компанії та аматорський колекціонер мистецтва з цінною, але несистемною колекцією; 1931 року дає Джеймі тимчасову роботу з інвентаризації мистецьких творів; планує створення музею мистецтва Фей; звільняє Джеймі, дізнавшись, що той вегетаріанець |
| Кейт Макквін              | сестра Берклея, допомагає керувати ранчо; вороже ставиться до Меріан, допомагає їй отримати контрацептиви |
| Дейн Сміт                 | псевдонім, який Меріан взяла 1934 року, щоб втекти від Берклея і жити вільно як пілотеса в Алясці |
| Містер Аюкава             | замовляє портрет дочки у Джеймі, коли той жив у Ванкувері 1935 року; підозрює Джеймі у зникненні дочки і наказує побити його |
| Флавіан                   | торговець мистецтвом, знайомий сім’ї Фей; продає картини Джеймі на комісію в кінці 1930-х, зокрема Сіетлському музею мистецтв; організовує виставку, де Джеймі знову зустрічається з Сарою |
| Льюїс Скотт               | лікар у Сіетлі, чоловік Сари Фей |
| Жаклін Кокран             | (до шлюбу Бессі Лі Піттман), організовує «Air Transport Auxiliary» (ATA) для працевлаштування жінок-пілотес під час Другої світової війни |
| Гелен Річі                | авіаторка, очолює ATA в Європі після повернення Кокран до Вашингтона |
| Рут Блум                  | авіаторка ATA, подруга і пізніше коханка Меріан |
| Едді                      | штурман під час Другої світової війни, чоловік Рут Блум у шлюбі за згодою; військовополонений у Німеччині; погоджується бути штурманом під час кругосвітнього польоту Меріан |
| Лео                       | солдат, якого Едді зустрічає у німецькому таборі військовополонених; переодягається у жінку; Едді закохується в нього і пізніше відвідує в Ралі, де той уже одружений і має двох дітей |
| Ведмідь, що сидить у воді | 1790–1837), член племені кутенай у Айдахо; трансгендер; одружився з містером Бойсвардом, слугою Дейвіда Томпсона, мандрівного торговця і картографа; подорожуючи під прикриттям перекладача, було викрито як жінку, тож прийняв ім’я Ведмідь, що сидить у воді; пізніше змінив ім’я на Той, хто пішов до духів і одружився з жінкою; Меріан Ґрейвс використовує це ім’я як код на листівках для спілкування з Калебом |

### 1909—1950 рр.
| Ім'я                          | Опис |
| ----------------------------- | --- |
| Гедлі Бакстер                 | осиротіла у віці 2 років; її виховував дядько-кінорежисер; зірка-підлітка ситкому «Велике життя Кеті Макґі» з 11 років; головна роль у серії фільмів «Архангел»; 2014 року грає Меріан Ґрейвс у фільмі під назвою «Перегрін» |
| Мітч Бакстер                  | кінорежисер; дядько Гедлі та його опікун, помер, коли Гедлі був підлітком |
| Олівер Траппман               | партнерка по фільму «Архангел» та колишня партнерка Гедлі |
| Гвендолін                     | авторка серії книг «Архангел», на основі якої знято чотири голлівудські фільми |
| Гевін дю Пре                  | продюсер фільмів «Архангел», який вимагає сексуальних послуг від акторок під час інтерв'ю |
| Тед Лазарус                   | керівник студії Sun God Entertainment, фінансовий спонсор фільму «Перегрін» |
| Шівон                         | Голлівудський агент Гедлі |
| Олексій Янг                   | Агент Олівера Траппмана та колишній коханець Гедлі Бакстер |
| Сер Гуго Вулсі                | кінопродюсер, сусід та наставник/довірена особа Гедлі |
| Руді                          | Хлопець, з яким живе Г'юго Вулсі |
| МГ                            | Водій та охоронець Гедлі |
| Барт Олофссон                 | режисер фільму «Перегрін» |
| Джонс Коен                    | відома співачка, з якою Гедлі мала секс на одну ніч, що спричинило скандал, що опосередковано призвело до її звільнення з серіалу «Архангел», що призвело до її готовності взяти на себе роль Меріан Ґрейвс |
| Керол Файфер                  | невістка Матильди Файфер та авторка роману «Крила Перегріна: Роман» (1959), що став основою для фільму «Перегрін» |
| Редвуд Файфер                 | син Керол Файфер, спадкоємиці значного статку Файфер; онук Матильди Файфер; дружить з Гедлі |
| Ліанн                         | друг дитинства Редвуда Файфера, з яким досі перебуває у відкритих стосунках |
| Кайл і Тревіс Дей (брати Дей) | сценаристи, яким доручили написати сценарій до фільму «Перегрін» |
| Аделаїда Скотт                | відома, успішна художниця; дочка Сари Фей Скотт та Джеймі Ґрейвса; у дитинстві познайомилася з Меріан, яка гостювала у Сари в Сіетлі наприкінці 1940-х років; дає Гедлі пораду на вечері: «Знання того, чого ти не хочеш, так само корисне, як і знання того, що ти хочеш. Можливо, навіть більше». (с. 344); розповідає Гедлі про свою зустріч з Калебом на Гаваях; володіє листами, написаними Меріан, які розкривають інформацію, що суперечить біографії Керол Файфер |
| Джої Камака                   | усиновлений син Калеба Біттеррута, який працював ковбоєм на ранчо на Оаху після звільнення з армії; Джої зберігав фотографії та листи з ранніх років Калеба; відвідував його Гедлі, коли вона була на знімальному майданчику на Гаваях |

## Передісторія
Починаючи з 2014 року, Шіпстед витратила сім років на написання роману «Велике коло». Окрім письменницької діяльності, вона провела цей час, досліджуючи ранню авіацію, особливо жінок-льотчиць, та подорожуючи багатьма місцями, згаданими в книжці. Під час написання книжки Шіпстед двічі побувала на Антарктиді та п'ять разів в Арктиці. В інтерв'ю вона згадала про важливість відвідування Антарктиди, сказавши: «Важко було б усвідомити цю непевність і масштаби, якби я цього не бачила». Вона також провела два місяці в Міссулі, штат Монтана, в рамках дослідження, зокрема подорожувала долиною на літаку Travel Air 6000 1927 року випуску.
Книжка та головна героїня Меріан Ґрейвс були натхненні Джин Баттен, жінкою-льотчицею з Нової Зеландії. Ідея книжки спала Шіпстед на думку після того, як вона побачила статую Баттен в аеропорту Окленда.

## Прийняття
Роман дебютував на чотирнадцятому місці у списку бестселерів художньої літератури у твердій палітурці за версією The New York Times за тиждень, що закінчився 8 травня 2021 року. Критики відзначили, що авторка вправно підтримує напругу протягом усієї довжини твору, а також оцінили дослідження Шіпстед і майстерну побудову роману, яка тонко поєднує паралельні сюжетні лінії, попри відстань у часі й контексті.
В огляді відзначеному зіркою  Publishers Weekly написав: «Обидві героїні — і Меріан, і Гедлі — у творі Шипстед проходять шлях до розширення свідомості, кидаючи виклик межам, що були їм нав’язані. […] Це справді разюче». Kirkus Reviews в огляді відзначеному зіркою написав, що «Шіпстед демонструє захопливий діапазон і майстерність, майстерно поєднуючи багатопоколіннєвий історичний епос і просякнуту скандалами голлівудську сатиру». Kirkus також зазначив, що «її дослідницька робота майже невидима, як і слід, — завдяки цьому читач цілком занурюється в оповідь». Стефані Меррітт для The Observer написала: «Цей роман запрошує читача зануритися в потік історії, ґрунтовне й детальне дослідження, і частина задоволення полягає в тому, щоб плисти за оповіддю крізь усі її відгалуження та передісторії». Library Journal написав, що роман «виправдовує свій обсяг завдяки майстерно продуманому сюжету та тому, що дає переконливим персонажам простір для розвитку». Рон Чарльз з газети «The Washington Post» назвав її «культурно насиченою історією, яка повною мірою використовує свій розлогий обсяг, щоб дослідити мінливий ландшафт XX століття». Водночас Чарльз висловив жаль з приводу того, що «надзвичайний реалізм розділів про Меріан змушує загальні штрихи розповіді про Гедлі здаватися бляклими в порівнянні».
Роман «Велике коло» було номіновано на Букерівську премію 2021 року, а згодом — на Жіночу премію з художньої літератури 2022 року. Роман також було номіновано на медаль Ендрю Карнегі 2022 року.

## Переклад українською
2024 року у «Видавництві Старого Лева» вийшов український переклад роману. Перекладачка — Вікторія Зенгва.